# 홈에버
홈에버(Homever)는 대한민국의 대형할인점 브랜드였다.
2006년 9월 프랑스 대형할인점 브랜드 까르푸가 한국에서 철수하자 이랜드그룹이 한국까르푸(주)를 인수하여 만든 대형할인점이다.
2006년 12월 당시 대한민국에 약 36개의 매장을 가지고 있었다. 그러나 2007년 6월 이랜드그룹의 비정규직 대량해고로 인해 회사 이미지가 상당히 심하게 손상되어서 결국 1년뒤 칠곡점과 상주터미널을 제외한 나머지는 2008년 5월 14일 홈플러스에 매각되었다. 현재는 부천중동점을 제외한 나머지만 운영중이다.
이후 (주)이랜드리테일은 홈플러스테스코(주)로 상호명을 변경하였으며 대전광역시 서구에 위치한 홈플러스 탄방점으로 본사를 이전하였다. 부당한 해고를 일삼아 불매 운동이 일어나기도 했다.부당해고로 파업도 많이 일어나는데, 파업이 일어난 곳중 하나인 홈에버 부천중동점은 현재 홈플러스가 인수했다.